# 阿氏悅麗魚
阿氏悅麗魚，為輻鰭魚綱鱸形目隆頭魚亞目慈鯛科的其中一種，分布於南美洲巴西中部及阿根廷的Verde河流域，體長可達3.6公分，棲息在中底層水域。

## 擴展閱讀
維基物種上的相關：阿氏悅麗魚